# Illice interrupta
Illice interrupta är en fjärilsart som beskrevs av Max Wilhelm Karl Draudt 1918. Illice interrupta ingår i släktet Illice och familjen björnspinnare. Inga underarter finns listade i Catalogue of Life.